# Virslīga 2016
In 2016 werd het 42ste voetbalseizoen gespeeld van de Letse Virslīga. De competitie werd gespeeld van 11 maart tot 5 november. Spartaks Jūrmala werd kampioen.
- Promovendus FC Caramba/Dinamo wijzigde de naam voor de competitiestart in Riga FC.
- Skonto FC kreeg geen licentie voor dit seizoen, ze gingen in beroep maar ook in beroep kregen ze geen licentie. Valmiera Glass FK/BSS werd als vicekampioen gevraagd om te promoveren maar zij weigerden waarop de derde plaats FK RFS de plaats innam.

## Eindstand
| Plaats | Club                           | Wed. | W  | G  | V  | Saldo | Ptn. |
| ------ | ------------------------------ | ---- | -- | -- | -- | ----- | ---- |
| 1.     | FK Spartaks Jūrmala            | 28   | 17 | 4  | 7  | 46-22 | 55   |
| 2.     | FK Jelgava                     | 28   | 16 | 3  | 9  | 37-24 | 51   |
| 3.     | FK Ventspils                   | 28   | 15 | 6  | 7  | 47-28 | 51   |
| 4.     | FK Liepāja                     | 28   | 12 | 6  | 10 | 38-31 | 42   |
| 5.     | Riga FC                        | 28   | 8  | 12 | 8  | 28-24 | 36   |
| 6.     | FK RFS                         | 28   | 9  | 8  | 11 | 22-31 | 35   |
| 7.     | FS Metta/Latvijas Universitāte | 28   | 8  | 6  | 14 | 32-47 | 30   |
| 8.     | BFC Daugavpils                 | 28   | 2  | 5  | 21 | 13-56 | 11   |

|  | Kampioen, geplaatst voor tweede voorronde UEFA Champions League 2017/18 |
|  | Geplaatst voor eerste voorronde UEFA Europa League 2017/18              |
|  | Deelname Promotie/Degradatie play-off                                   |
|  | Degradatie                                                              |

## Promotie/Degradatie play-off
| Team #1     | Tot.  | Team #2    | 1ste wed | 2de wed |
| ----------- | ----- | ---------- | -------- | ------- |
| FS Metta/LU | 2 - 1 | AFA Olaine | 1 - 1    | 1 - 0   |

## Kampioen
| Virslīga 2016                       |
| Letland                             |
| ----------------------------------- |
| SPARTAK JŪRMALA Kampioen (1° titel) |

## Topschutters
|   | Naam               | Club                | Doelpunten |
| - | ------------------ | ------------------- | ---------- |
| 1 | Ģirts Karlsons     | FK Ventspils        | 17         |
| 2 | Dzmitry Platonaw   | FK Spartaks Jūrmala | 11         |
| 3 | Jevgēņijs Kazačoks | FK Spartaks Jūrmala | 10         |
| 4 | Eduards Tīdenbergs | FK Ventspils        | 8          |
| 5 | Edgars Gauračs     | FK Liepāja/Spartaks | 7          |
| 5 | Gļebs Kļuškins     | FK Jelgava          | 7          |